# Битва при Майпу
Битва при Майпу (исп. Batalla de Maipú) — последнее крупное сражение во время войны за независимость Чили. Состоялась 5 апреля 1818 года. Армия патриотов во главе с Хосе де Сан-Мартином и Бернардо O’Хиггинсом разгромила испанских роялистов.
Перейдя Анды в 1817 году, армия Хосе де Сан-Мартина и Бернардо O’Хиггинса разбила испанцев в битве при Чакабуко и в битве при Талькауано. Вскоре патриоты заняли Сантьяго.
Испанский вице-король послал новую армию под руководством генерала Мариано Осорио, которая победила чилийцев в сражении при Канча-Раяда. В результате, процесс обретения независимости затянулся. После поражения чилийцы начали собирать новую армию и готовиться к дальнейшей борьбе.
В начале апреля 1818 года испанская армия под командованием генерала Осорио, наступая с юга, пересекла Рио-Майпо и продвинулась к Сантьяго. В то время как О'Хиггинс укреплял город, генерал Сан-Мартин и его аргентинско-чилийские войска выступили против испанцев.
5 апреля, примерно в десяти километрах к юго-западу от Сантьяго, в холмистой местности Майпу чилийцы приблизились к испанской армии Осорио и развернулись. Прибытие войск патриотов застало врасплох силы роялистов, чей левый фланг был отделен от основных сил недалеко от Рио-Майпо. Сан-Мартин разделил своё войско на две части.
В 11:30 артиллерия патриотов открыла огонь по роялистам. После трех часов ожесточенных боев левое крыло испанцев было уничтожено, а конные гренадеры патриотов отбили испанскую кавалерию. Как только левое крыло рассеялось, Сан-Мартин атаковал в центре и сначала был отбит, но контратака испанцев была остановлена эффективным артиллерийским огнем, и роялистам, в свою очередь, пришлось отступить, в некоторых случаях довольно беспорядочно. Тем временем О'Хиггинс прибыл из Сантьяго с тысячей ополченцев, что привело после слабого сопротивления к разгрому испанцев. К 17 часам бой закончился.
Обе стороны понесли тяжелые потери. Из 5 583 солдат, которых Сан-Мартин повел в бой, 800 погибли и 1000 были ранены. Для 4570 испанских солдат поражение было сокрушительным. 1500 из них погибли и 2289 попали в плен. Испанская армия ушла из Чили. Только в портовом городе Вальдивия и на острове Чилоэ они могли продержаться какое-то время.
Победа патриотов над роялистами ознаменовала конец испанского колониального господства в Чили. Уругвайский поэт и национальный герой Бартоломе Идальго посвятил победе Сан-Мартина стихотворение «Патриотическое сьелито, которое составил некий гаучо Санчес, дабы воспеть дело при Майпу».